# Манк
Манк (нем. Mank) — город в Австрии, в федеральной земле Нижняя Австрия.
Входит в состав округа Мельк. Население составляет 2953 человека (на 31 декабря 2005 года). Занимает площадь 33,4 км². Официальный код — 3 15 21.

## Политическая ситуация
Бургомистр коммуны — Мартин Леонхардсбергер (АНП) по результатам выборов 2005 года.
Совет представителей коммуны (нем. Gemeinderat) состоит из 21 места.
- АНП занимает 16 мест.
- СДПА занимает 4 места.
- АПС занимает 1 место.